# John Russell (presbitero)
Reverendo John Russell, noto anche come Jack (Dartmouth, 21 dicembre 1795 – Swimbridge, 28 aprile 1883), è stato un allevatore britannico.

## Biografia
Nato a Dartmouth nel Devon, figlio di John Russell e Nora Jewell, studiò alla Plympton Grammar School, al Blundell's School di Tiverton e infine all'Exeter College di Oxford. Poi acquistò da un lattaiolo un terrier che chiamò "Trump" (in it. "Briscola"), da cui si originarono tre razze (Jack Russell Terrier, Parson Russell Terrier e Russell Terrier) per adattarlo alla caccia alla volpe. Intrapresa la carriera ecclesiastica divenne reverendo a Swimbridge, sempre nel Devon. Inoltre fu membro fondatore del The Kennel Club nel 1873 e scrisse lo standard della razza Fox terrier a pelo liscio. Dopo la sua morte il pub di Swimbridge prese il nome di the Jack Russell Inn, nome che conserva tuttora. È stato seppellito nel cortile della chiesa di St. James's a Swimbridge, dove era stato vicario dal 1832 al 1880.